# Halsbach
Halsbach település Németországban, azon belül Bajorországban. Lakosainak száma 1083 fő (2023. december 31.). Halsbach Burgkirchen an der Alz, Kirchweidach, Tyrlaching és Tittmoning községekkel határos.

## Népesség
A település népessége az elmúlt években az alábbi módon változott:
| Lakosok száma | 838  | 799  | 953  | 924  | 961  | 948  | 947  | 961  | 1097 | 1083 |
|               | 1970 | 1975 | 2011 | 2012 | 2014 | 2015 | 2017 | 2019 | 2022 | 2023 |